# Rollo Tomassi
Rollo Tomassi, właśc. George W. Miller (ur. 2 kwietnia 1969) – amerykański youtuber i pisarz. Autor głośnej książki Mężczyzna racjonalny (The Rational Male). Nazywany „Ojcem Chrzestnym Manosfery”.
Urodził się w 1969 roku w Los Angeles. Studiował sztukę oraz psychologię behawioralną Uniwersytecie Kalifornijskim.
W 2013 roku opublikował głośną książkę Mężczyzna racjonalny (The Rational Male). Sukces tej publikacji zaowocował kontynuacjami. Tematem jego książek są badania nad zachowaniem człowieka i doborem płciowym. Rollo otrzymał tytuł Ojca Chrzestnego Red Pill. Odegrał również rolę w popularyzacji pozanaukowego użycia terminu hipergamia.
Na swoim kanale YouTube Rollo Tomassi omawia ludzkie zachowania i interakcje w kontekście randek i często pojawia się w podcastach, w których promuje swoje poglądy.

## Publikacje
- The Rational Male (2013, polski tytuł:  Mężczyzna racjonalny)
- The Rational Male: Preventive Medicine (2015)
- The Rational Male: Positive Masculinity (2017)
- The Rational Male: Religion (2021)
- The Rational Male – The Players Handbook: A Red Pill Guide to Game (2022)